# Morgane Tschiember
Morgane Tschiember est une peintre, sculptrice et plasticienne française, née à Brest (Finistère) le 24 juin 1976,,,

## Biographie
En 1999, Morgane Tschiember est diplômée de l'École européenne supérieure d'art de Bretagne située à Quimper. Elle poursuit sa formation à l'École nationale supérieure des beaux-arts de Paris d'où elle sort diplômée en 2002. Elle est en parallèle diplômée de l’École des hautes études en sciences sociales (EHESS).
En 2001, Morgane Tschiember est lauréate du prix de la fondation d'entreprise Ricard où elle a l'occasion de travailler avec Olivier Mosset.
Elle vit et travaille à Paris. 

## Œuvre
Elle s'intéresse d'abord à la photographie et imagine pour son diplôme une campagne d'affichage sur les panneaux JCDecaux.
Elle mêle ensuite la peinture et la sculpture dans des œuvres parfois polychromes qui mettent en valeur les couleurs et les formes d'origine des matériaux. Dans ses premières œuvres, Morgane Tschiember utilise préférentiellement des matériaux lisses tels que le bois et les feuilles d'aluminium, avant d'explorer au fil de sa carrière d'autres matériaux (béton, tiges métalliques, céramiques, verre...).
En 2014, ses séries Shibari et Skin sont présentées à la galerie Loevenbruck à Paris. La série Shibari est composée de pièces de céramiques qui ont été ligotées avec des cordes pour rappeler la pratique japonaise du shibari, et cuites, provoquant plissements et déchirures. L'artiste présente les pièces suspendues à une corde. La série Skin est composée de pièces de tissu qui ont été enduites de glaise avant d'être cuites.
Elle intègre progressivement d'autres formes d'art à son œuvre, comme dans le happening Three Movements au MoMA de New York en 2009, au cours duquel elle danse devant les toiles d'Ellsworth Kelly. En 2024, elle collabore avec le chorégraphe Olivier Dubois en créant décors et costumes pour l'un de ses spectacles.

## Expositions personnelles
- 2024 : I poisoned myself, Galerie Richard Taittinger, New York, États-Unis ;
- 2024 : The Perfum of Nature, Village olympique de Saint-Denis, France ;
- 2024 : Wings, Station de métro, Toulouse, France ;

- 2022 : Morgane Tscheimber: Solo Show, Richard Taittinger Gallery, New York, États-Unis ;

- 2019 : HONEY, HONEY !, Le Portique (centre régional d’art contemporain), Le Havre, France ;
- 2019 : Cocktail, Galerie Laurence Bernard, Genève, Suisse ;

- 2018 : John M Armleder / Morgane Tschiember, Galerie Loevenbruck, Paris, France ;
- 2018 : Under the Carpet, Espace d’art contemporain du théâtre de Privas, Privas, France ;
- 2018 : 00:00, MACO, Oaxaca, Mexique ;

- 2017 : L’heure rose, CAC La Traverse, Alfortville, France ;

- 2016 : Exoteric, Dilecta, Paris, France ;
- 2016 : Six soleils, MAC VAL, Vitry-sur-Seine, France ;

- 2015 : Almost a Kiss, Tracy Williams, Ltd., New York, NY, États-Unis ;
- 2015 : TABOO, Musée des Beaux-Arts de Dole, Dole, France ;
- 2015 : Morgane Tschiember, Galerie Rolando Anselmi, Berlin, Allemagne ;

- 2013 : Polystyrene, Shibari & Co., Galerie Loevenbruck, Paris, France ;
- 2013 : Fêlure, Manifacture Terramica – Nuove//Residency, Nove, Italie ;

- 2012 : Rolls and Bubbles, Galerie Loevenbruck, Paris, France ;
- 2012 ; Seuils, Fondation d’Entreprise Ricard, Paris, France ;
- 2012 : Swing’nd Roll and Bubbles, Centre Régional d’Art Contemporain Languedoc-Roussillon (CRAC), Sète, France ;
- 2012 : Wall Painting, Maison du Barreau, Paris, France ;
- 2012 : Space Oddity, Passages, Contemporary Art Center, Troyes, France ;

- 2011 ; How Small a Thought It Takes to Fill a Whole Life, Le Pavé dans la Mare, Besançon, France ;

- 2010 : Morgane Tschiember, Fondation d'entreprise Ricard, Paris, France ;
- 2010 : Morgane Tschiember, Galerie Loevenbruck, Paris, France ;
- 2010 : Solid Geometry, la fenêtre Projet Super Art Fair Tokyo, Tokyo, Japon ;
- 2010 : Espace pliante, la fenêtre Projet Super, Kyoto, Japon ;
- 2010 : Le plus court chemin pour sleepness, Audio Visual Arts, New York, États-Unis ;

- 2009 : 2009 : Morgane Tschiember, Galerie Lange & Pult, Zurich, Suisse ;
- 2009 : The Sound of Paradise, Galerie Sollertis, Toulouse, France ;

- 2007 : Iron Maiden, Galerie Loevenbruck, Paris, France ;
- 2007 : Running Bond, Galerie française Made, Munich, Allemagne ;
- 2007 : Dohromady, Project Room, Galerie Monika Burian, Prague, Tchécoslovaquie ;

- 2005 : Project Room, Galerie Catherine Bastide, Bruxelles, Belgique ;
- 2005 : Melanie Korn Galerie, Munich, Allemagne ;
- 2005 : One Man Show, marchands d'art Marseille, galerie Vanessa Quang, SEAD Galerie, Anvers, Belgique ;

- 2004 : Galerie française Made, Munich, Allemagne ;

- 2003 : Chaise(s) de projet, dans 10 boucheries, France :

- 2002 : Paul Ricard, Espace Paul Ricard, Paris, France ;
- 2002 : Blasons, 4 x 3 Billsticking, Paris, France.

## Publications
- Morgane Tschiember, 978-2-916636-00-5, Éd. Loevenbruck, 2007 (ISBN 978-2-916636-00-9).